# Compagnie des transports strasbourgeois
Die Compagnie des transports strasbourgeois (CTS) ist ein französisches gemischtwirtschaftliches Unternehmen und wurde 1877 im damaligen Deutschen Kaiserreich, Elsaß-Lothringen unter dem Namen Strassburger Pferde-Eisenbahn Gesellschaft in Straßburg gegründet. Ihr Hauptziel war die Erschließung des öffentlichen Personentransports auf dem Gebiet des heutigen Stadtverbands Straßburg (Eurométropole de Strasbourg).
Die jetzige CTS betreibt derzeit sechs Tramlinien, ein Busnetz sowie acht Park & Ride-Plätze im Gebiet der Eurométropole de Strasbourg. Jeweils eine Tram- und eine Buslinie binden die deutsche Grenzstadt Kehl an die elsässische Metropole an. Weiterhin betreibt die CTS durch ihr Tochterunternehmen CTBR (Compagnie des transports du Bas-Rhin) und im Auftrag des Generalrats des Départements Bas-Rhin 27 Regionalbuslinien, wovon neun Haltestellen in Straßburg bedienen. Des Weiteren beteiligt die CTS sich am Fahrradverleih Vélhop der Eurométropole de Strasbourg und verwaltet die Touristenbahn in Straßburg, auch minitram genannt.

## Geschichte

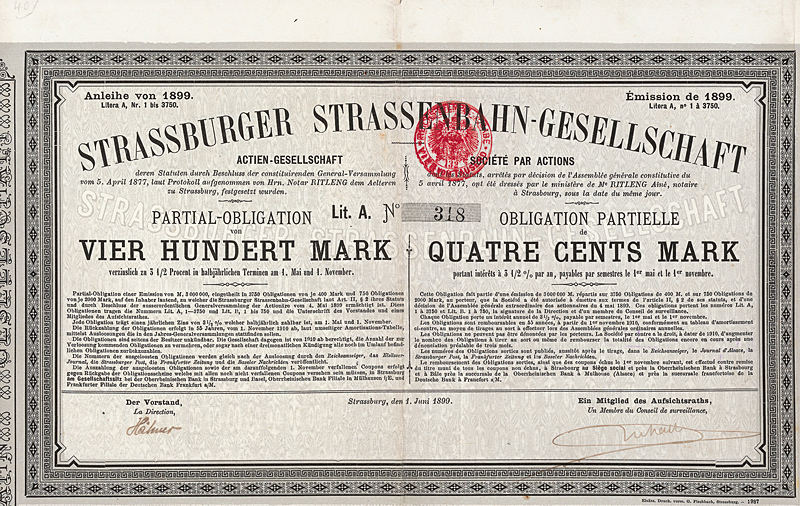
Partial-Obligation über 400 Mark der Strassburger Strassenbahn-Gesellschaft AG vom 1. Juni 1899

1877 wurde die Strassburger Pferde-Eisenbahn Gesellschaft und ab 1888 die Strassburger Strassenbahn-Gesellschaft gegründet. Erst nach dem Ersten Weltkrieg und den damit verbundenen Wiederanschluss von Elsaß-Lothringen an Frankreich, bekam 1919 das Unternehmen den französischen Namen: Compagnie des tramways strasbourgeois (CTS). Am 22. Juli 1878 wurde die erste pferdebetriebene Tram in Betrieb genommen. Das Unternehmen erweiterte sein Netz mit finanzieller Unterstützung von Banken wie z. B. der Straehling-Valentin. 1894 begann man damit als Folge einer Partnerschaft zwischen der Stadt Straßburg und der Allgemeinen Elektricitäts-Gesellschaft (AEG) das Tramnetz zu elektrifizieren. 1900 zählte das Netz 15 Straßenbahn-Linien auf 50 Gleiskilometern. Von 1939 an wurde die Linie Roethig–Ostwald als Trolleybus betrieben. Am 1. Mai 1960 verkehrte zum letzten Mal eine Straßenbahn in Straßburg, Anfang 1962 wurden die letzten Trolleybuslinien aufgegeben. Diese verkehrten zuletzt auf den Linien 28 (Rœthig – Ostwald), 5/15 (place Broglie – Quartier des Quinze) und 10 (Ringlinie). Nach der Einstellung der Straßenbahn nutzten 20 % weniger Fahrgäste die öffentlichen Verkehrsmittel. Ende der 1980er Jahre standen zwei Verkehrssysteme zur Wahl, zum einen der Bau einer Métro oder die Einführung des VAL Systems. Schlussendlich entschied sich die Stadt 1989, ein Straßenbahnnetz zu errichten. Die erste Linie ging am 26. November 1994 in Betrieb.

## Tramnetz

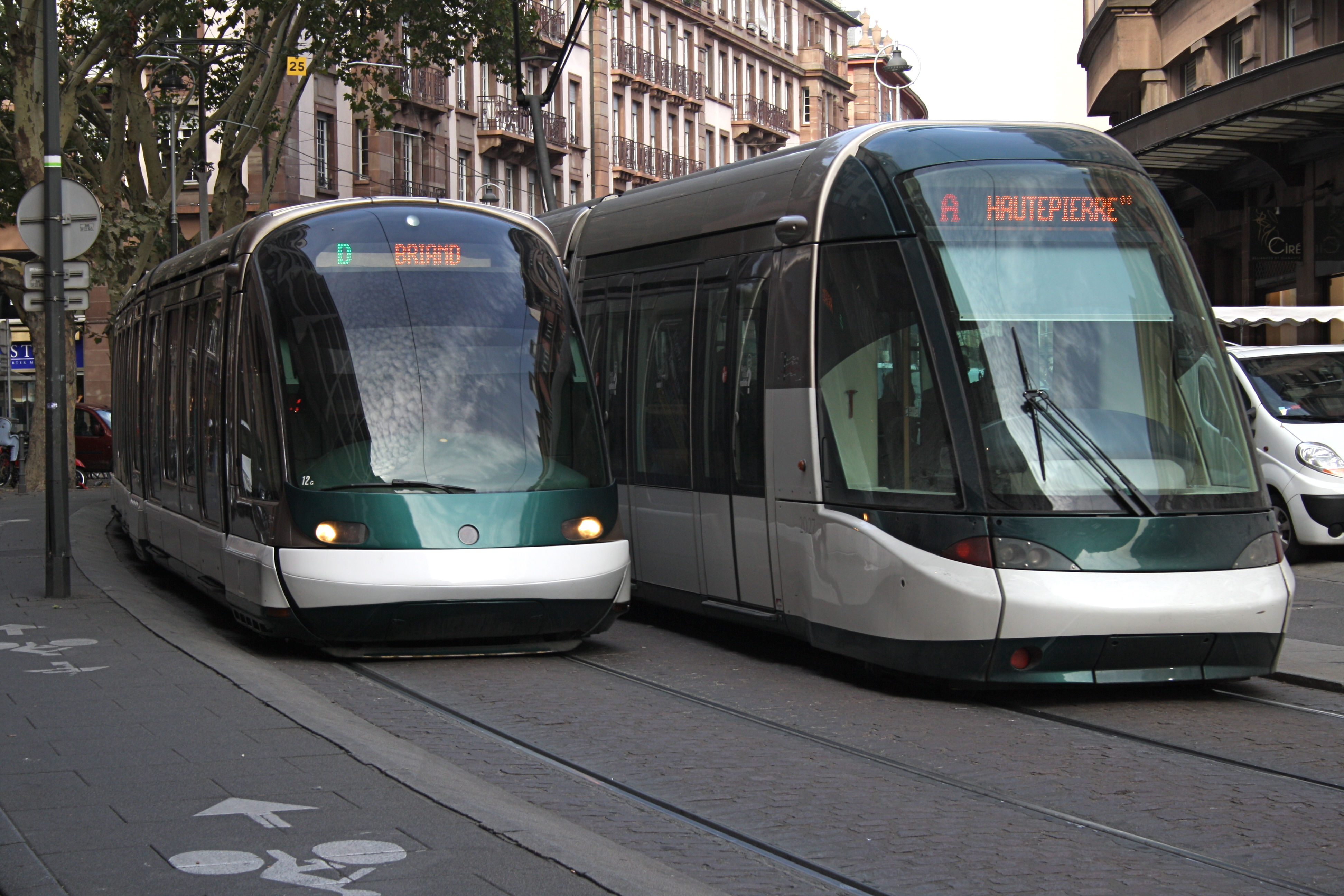
Eurotram- und Citadis-Triebwagen

Das Tramnetz besteht aus derzeit sechs Linien (A, B, C, D, E, F) und ist seit 1994 in Betrieb. Auf den 55,8 km Tramschienen Straßburgs sind 94 Tramzüge unterwegs: 53 Eurotrams und 41 Citadis. 2015 wurden 68,2 Millionen Reisen mit der Tram vorgenommen.
| Linie | von – nach                              | in Betrieb seit                            | Haltestellen | Länge   |
| ----- | --------------------------------------- | ------------------------------------------ | ------------ | ------- |
| A     | Parcs des Sports – Graffenstaden        | 1994 (1998, 2013 und 2016 erweitert)       | 27           | 14,6 km |
| B     | Lingolsheim Tiergaertel – Hoenheim Gare | 2000 (2008 erweitert)                      | 27           | 14,8 km |
| C     | Gare Centrale – Neuhof Rodolphe Reuss   | 2000 (2007 und 2010 erweitert)             | 17           | 08,1 km |
| D     | Poteries – Kehl Rathaus                 | 1998 (2007, 2013, 2017 und 2018 erweitert) | 22           | 12,5 km |
| E     | Robertsau Boecklin – Campus d'Illkirch  | 2007 (2016 erweitert)                      | 23           | 11,8 km |
| F     | Elsau – Place d'Islande                 | 2010 (2016 erweitert)                      | 13           | 05,5 km |

## Busnetz

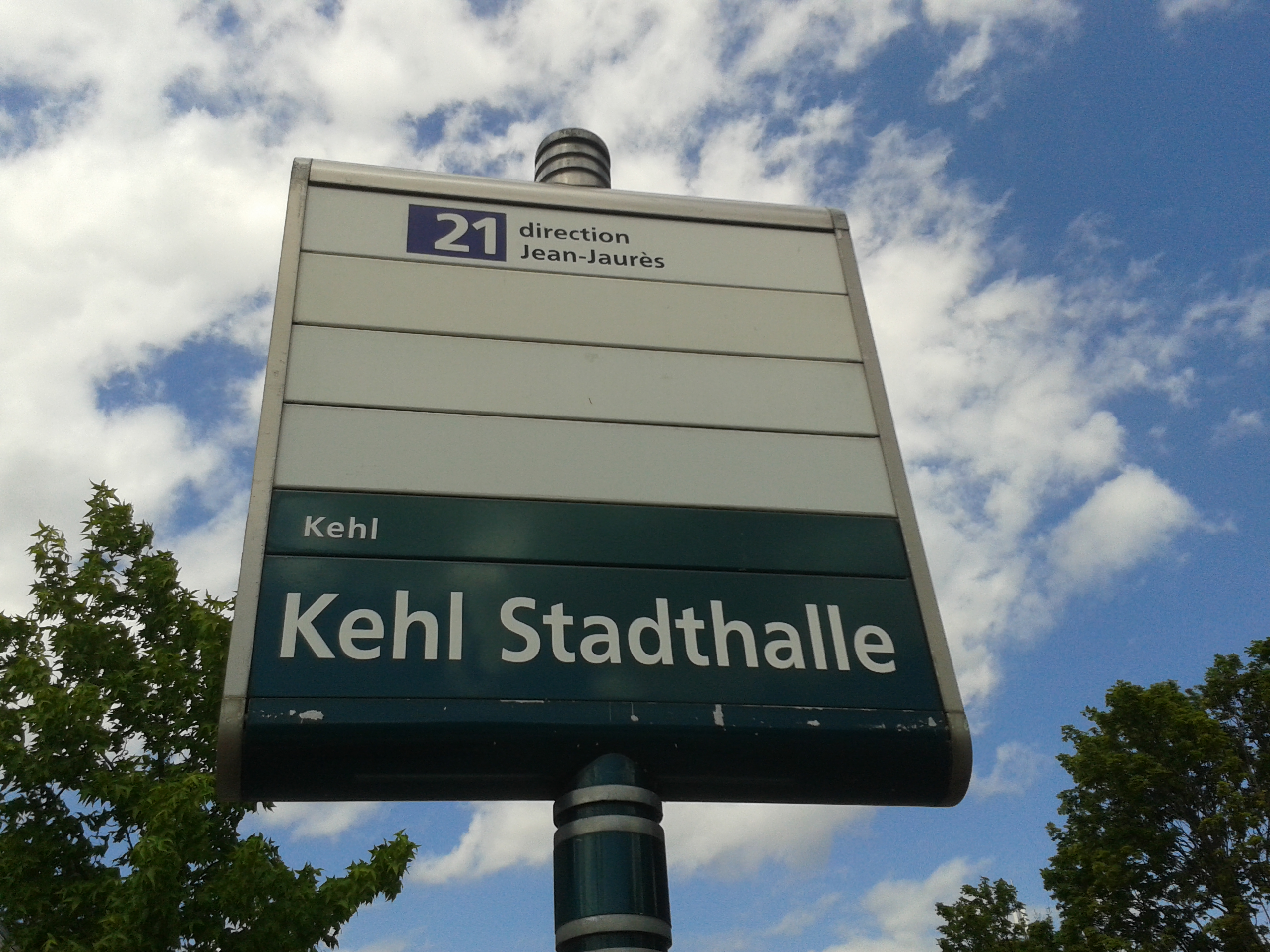
Übliches Schild an einer Bushaltestelle, 2015

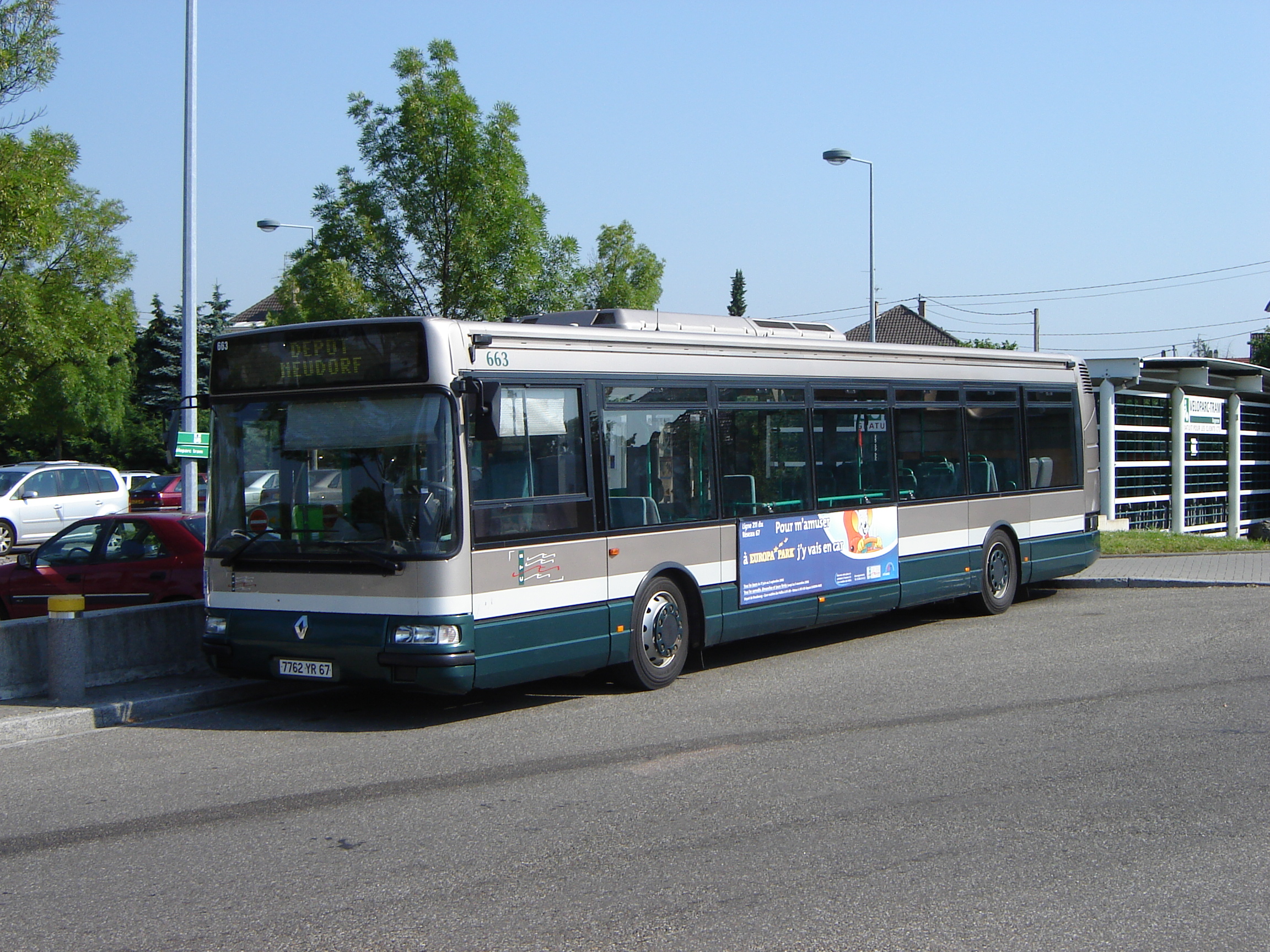
Verbreitetster Bustyp Renault Agora S, 2006

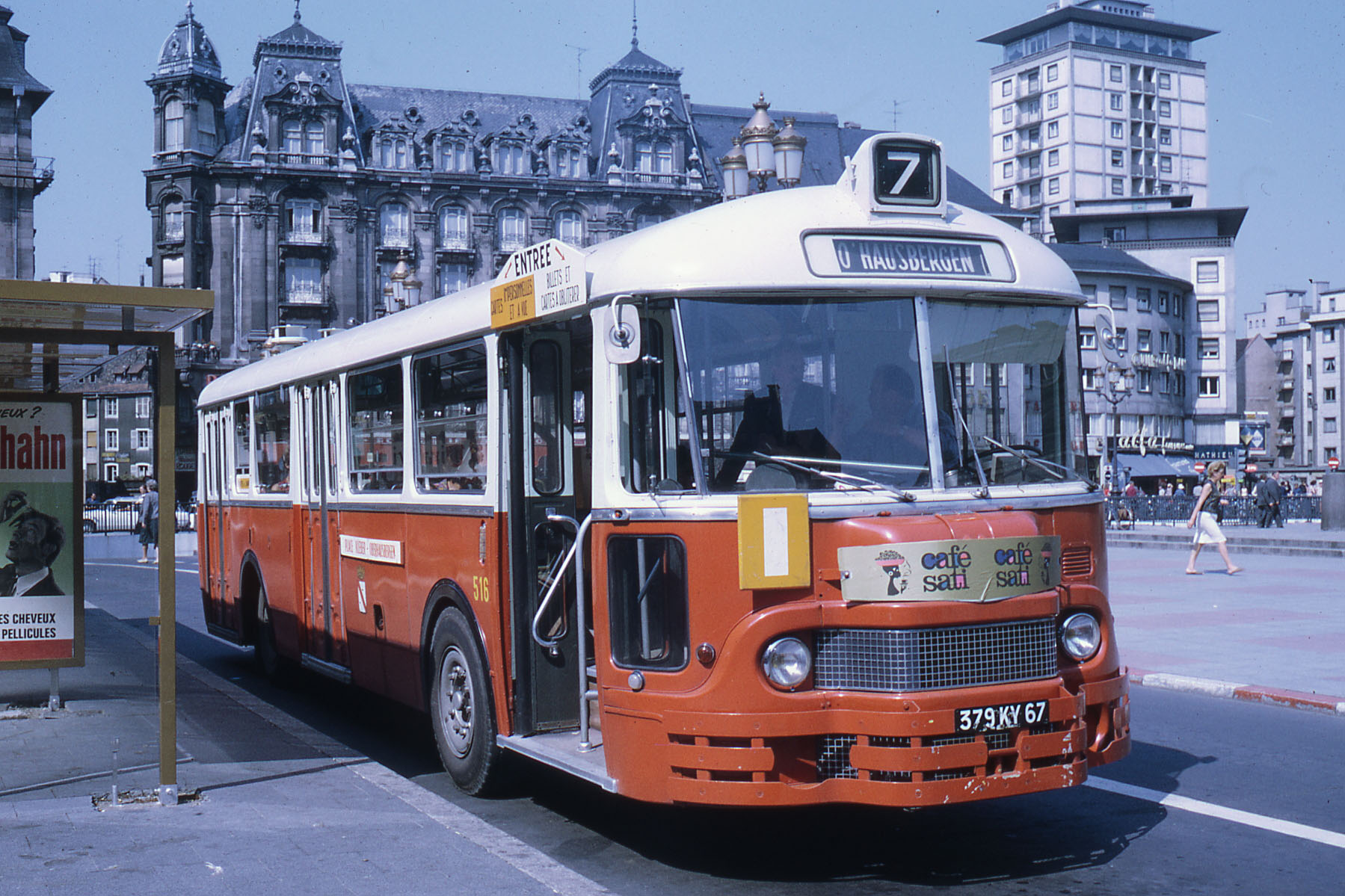
Bus der Linie 7, Place Kléber, 1969

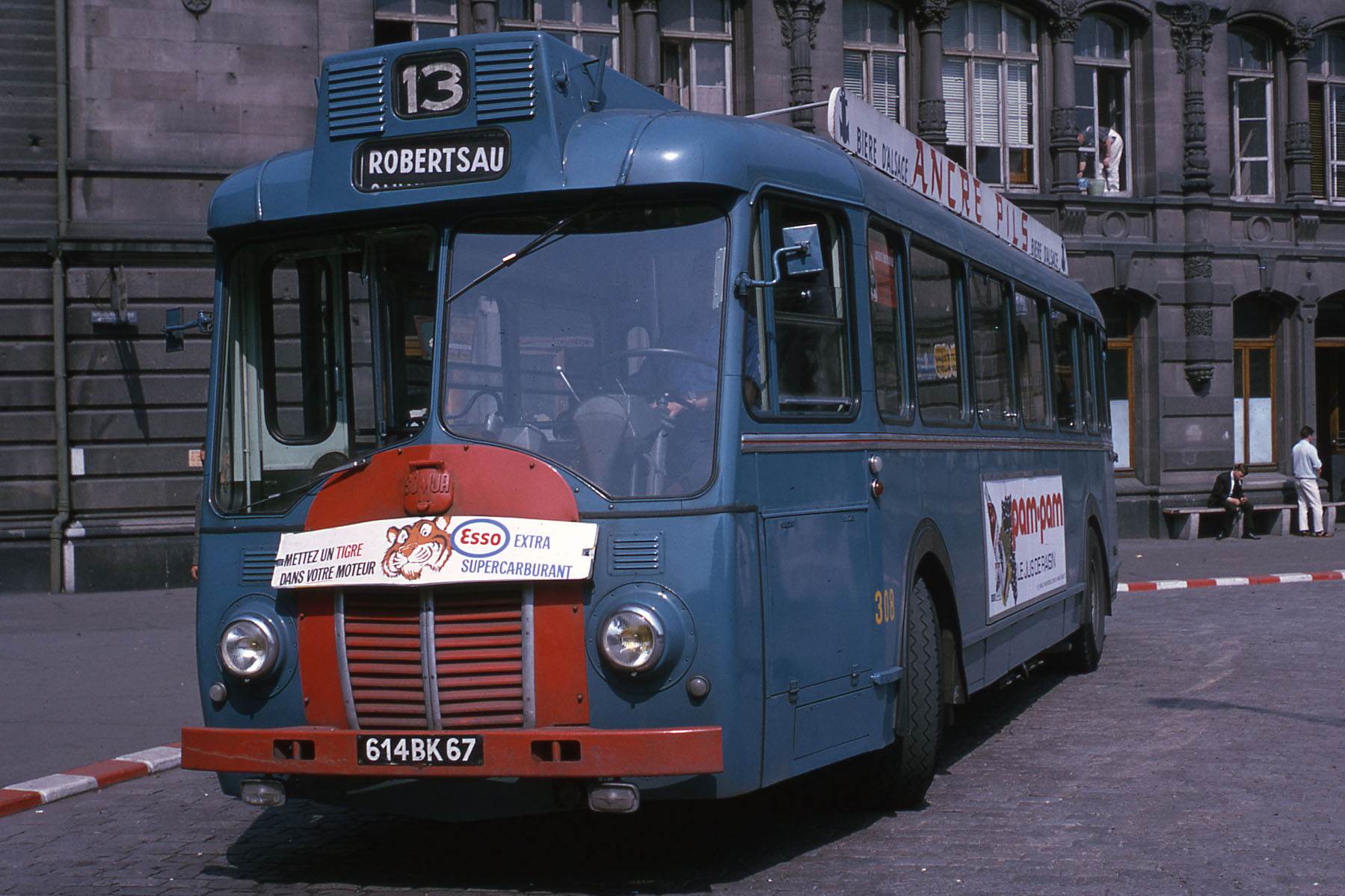
Bus der Linie 13, Hauptbahnhof, 1965

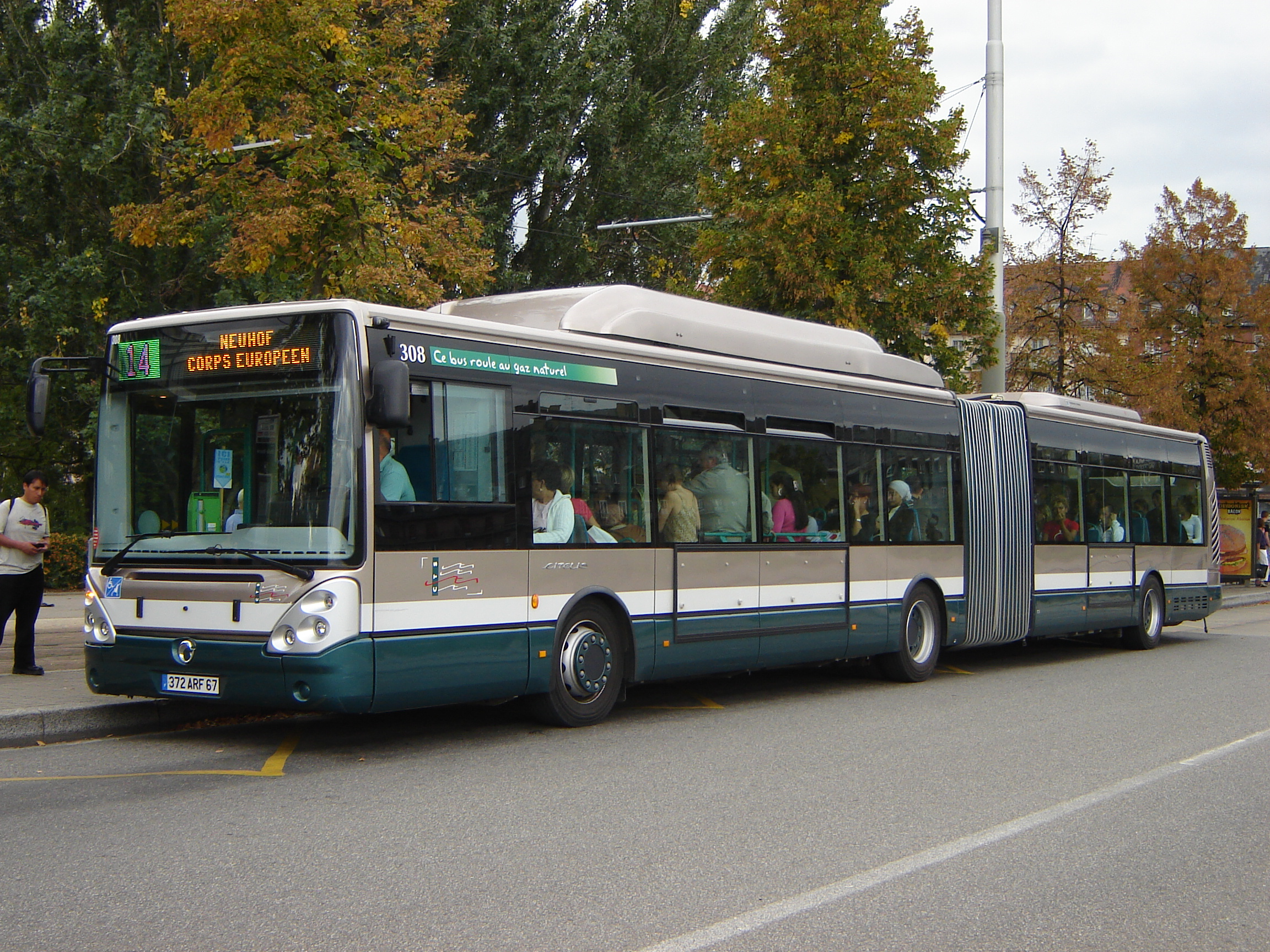
Gelenkbus Irisbus Citelis auf der Linie 14

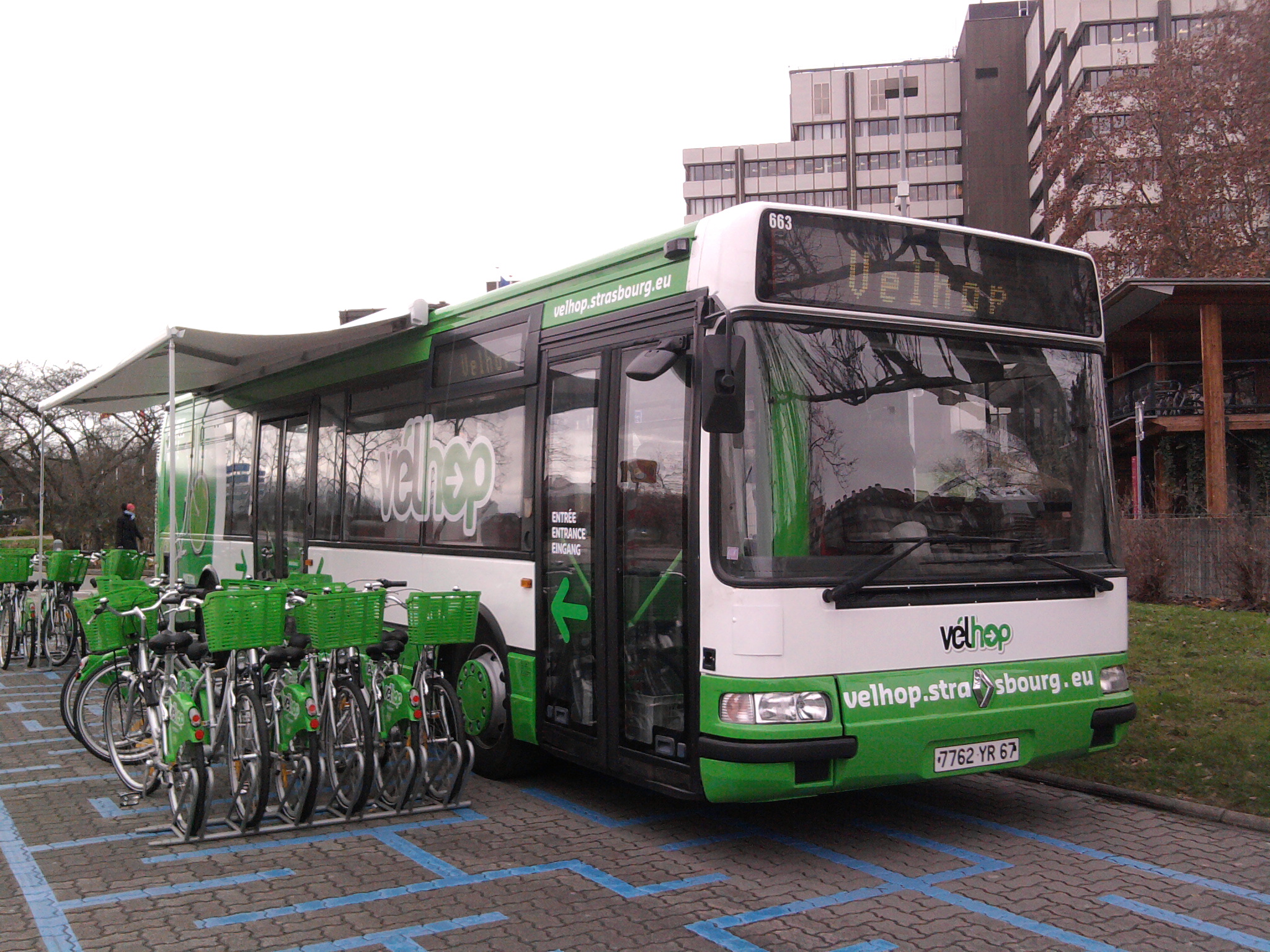
Fahrradverleihbus Vélhop

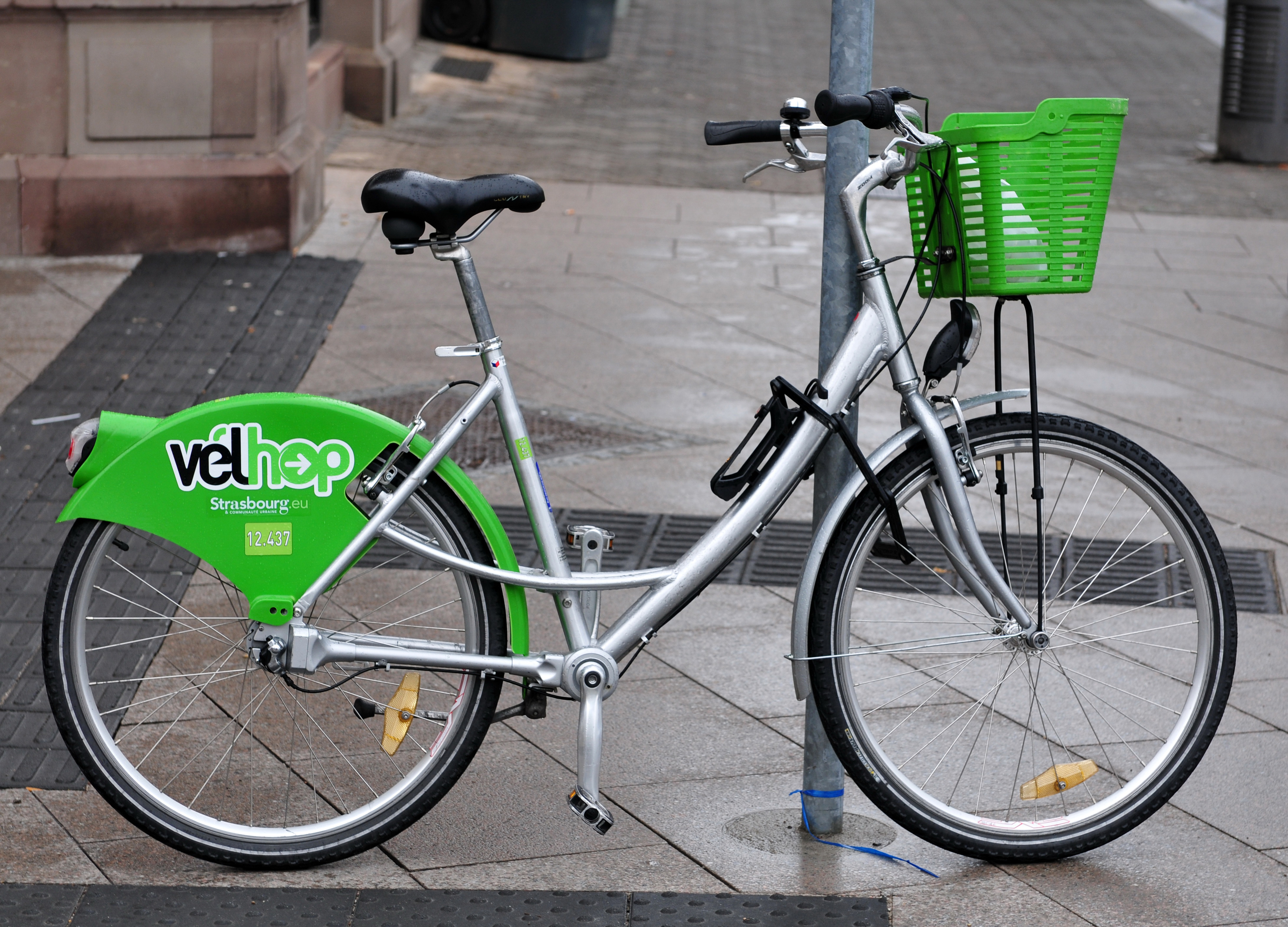
Leihfahrrad Vélhop

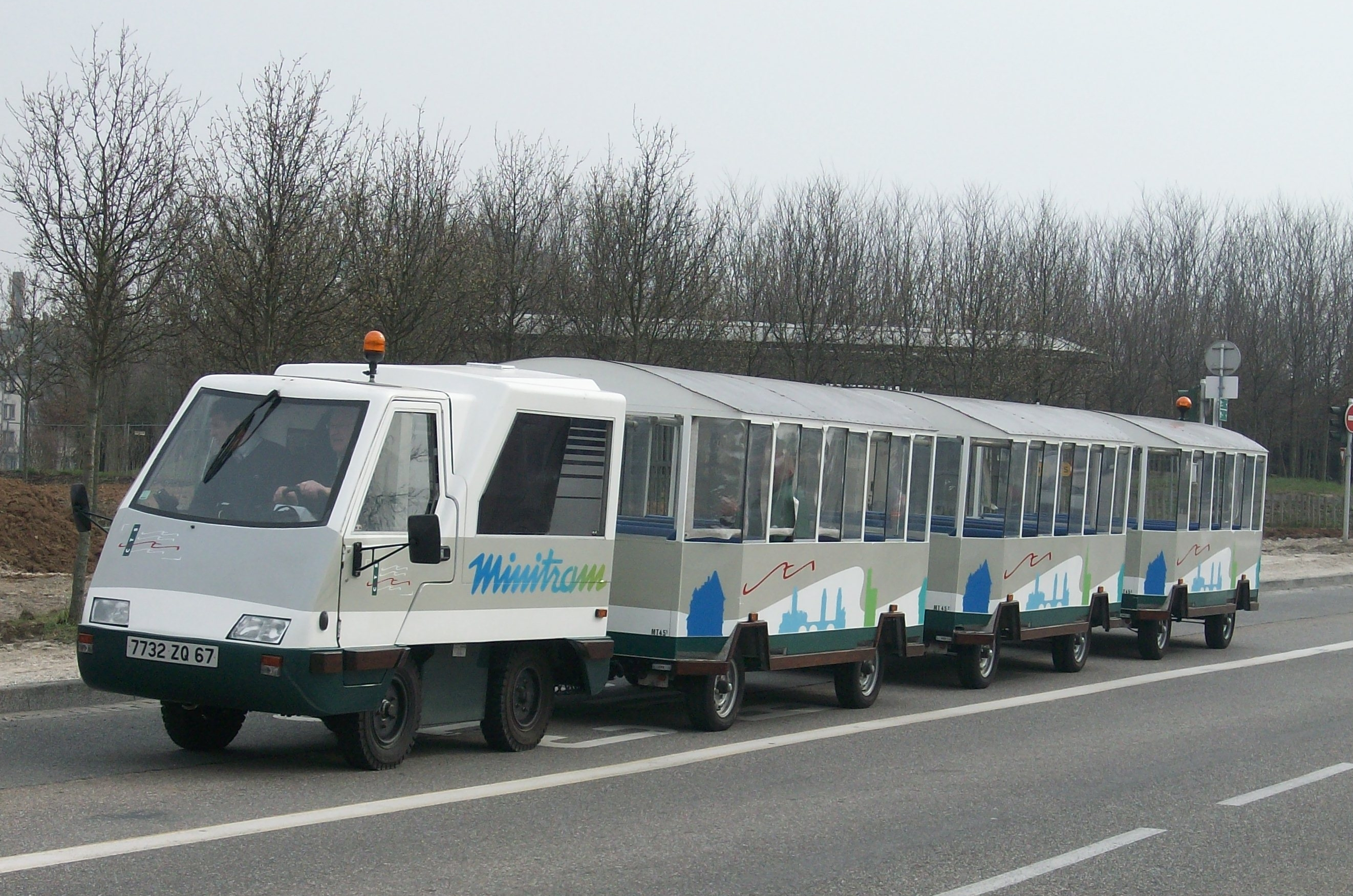
Touristenbahn minitram der CTS

Das Straßburger Busnetz umfasst 31 Buslinien mit 245 Bussen. Es hat eine Gesamtlänge von 315 km (Stand: 2015).
| Linie | von – nach                                           |
| ----- | ---------------------------------------------------- |
| L1    | Lingolsheim Alouettes – Robertsau Boecklin           |
| 2     | Elmerforst – Jardin des Deux Rives                   |
| 4     | Wolfisheim Stade – Reichstett Mairie / Hoenheim Gare |
| 4a    | Poteries – Reichstett Mairie                         |
| 6     | Robertsau Pont Phario – Hoenheim Gare                |
| 6a    | Robertsau Pont Phario – Niederhausbergen Ouest       |
| 6b    | Robertsau Pont Phario – Hoenheim Cigognes            |
| 10    | Hauptbahnhof (Ringlinie)                             |
| 12    | Entzheim Ouest – Lingolsheim Alouettes               |
| 13    | Lingolsheim Gare – Illkirch Fort Uhrich              |
| 14    | Ancienne Douane – Neuhof Lorient                     |
| 15a   | République – Robertsau Sainte Anne                   |
| 17    | Mittelhausbergen Mittelberg – Rotonde                |
| 19    | Rotonde – Cronenbourg Arago                          |
| 21    | Jean Jaurès – Kehl Stadthalle                        |
| 22    | Holtzheim Ouest – Lingolsheim Alouettes              |
| 24    | Ancienne Douane – Neuhof Stéphanie                   |
| 27    | Baggersee – Port Autonomne Sud                       |
| 29    | Schnokeloch – Schiltigheim Campus                    |
| 30    | Robertsau – Wattwiller                               |
| 31    | Wattwiller – Kibitzenau                              |
| 40    | Unterelsau – Neuhof Ganzau                           |
| 50    | Montagne Verte – Wacken                              |
| 50a   | Montagne Verte – Schiltigheim Le Marais              |
| 57    | Kibitzenau – Geispolsheim Ouest                      |
| 62    | Geispolsheim Gare – Lipsheim Centre                  |
| 63    | Campus d'Illkirch – Lipsheim Gare                    |
| 67    | Kibitzenau – Plobsheim Est                           |
| 70    | Robertsau Renaissance – Oberschaeffolsheim Stade     |
| 70a   | Robertsau Renaissance – Eckbolsheim Parcd'Activités  |
| 71    | Eckwersheim Hippodrome – Les Halles Sébastopol       |
| 71a   | Lampertheim Lorraine – Les Halles Sébastopol         |
| 72    | République – La Wantzenau Le Golf                    |
| 72a   | Robertsau Pont Phario – La Wantzenau Le Golf         |

### Beschleunigung auf wichtigen Linien
Beginnend mit Arbeiten ab 2016 sollen innerhalb von vier Jahren 8 Millionen Euro in das Busnetz investiert werden. Die verkehrsreichsten Linien werden strukturell verbessert. Die Arbeiten beginnen an der Linie 15, auf welcher in den letzten Jahren die Fahrgastzahlen am stärksten gestiegen sind. Die Streckenführung bleibt unverändert, aber an 25 Kreuzungen erhalten die Busse eine Vorrangschaltung und auf 5 km werden eigene Busspuren eingerichtet. Die wichtigsten Haltestellen erhalten Fahrkartenautomaten und ein Fahrgastinformationssystem. Ziel ist, die Fahrtzeiten um ca. 4 bis 5 Minuten zu verringern, und eine Pünktlichkeitsquote von 80 % zu erreichen. Die Linie nahm unter der neuen Nummer „L1“ am 29. April 2017 den Betrieb auf. Als Nächstes werden die Linien 2, 4 und 6 beschleunigt.

### Metrobus

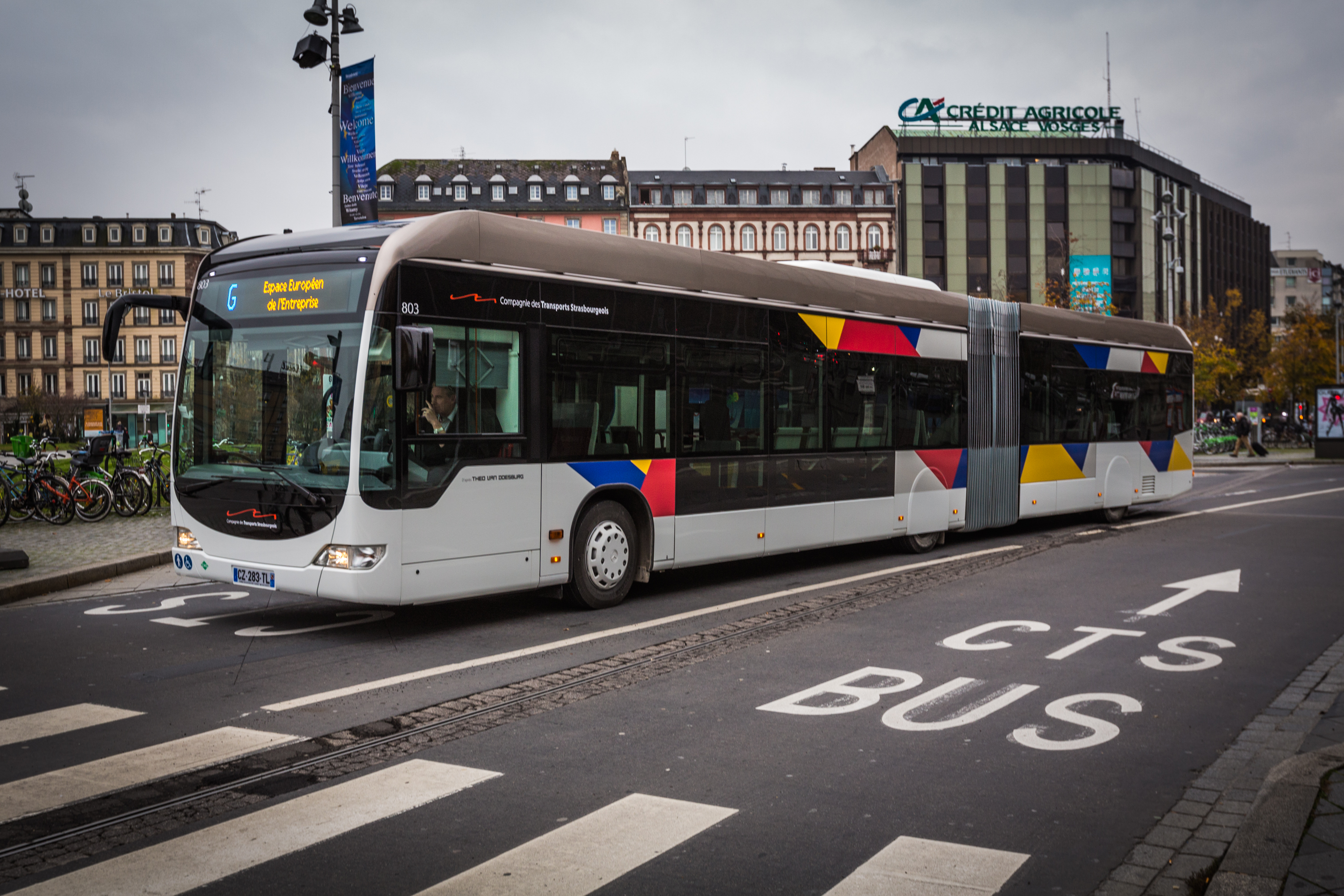
Bus der Linie G, Testfahrt 2013, Hauptbahnhof

Seit dem 30. November 2013 verkehrt ein Metrobus (Bus à haut niveau de service) zwischen dem Hauptbahnhof und dem Espace Européen de l'Entreprise in Schiltigheim. Von der Funktionsweise ähnelt er einer Tram: Er fährt auf einer separaten Spur, hat an Kreuzungen Vorfahrt und der Einstieg ist an allen Türen möglich. Aus diesem Grund wurde die Buslinie mit einem Buchstaben bezeichnet. Eine weitere Linie, die zwischen dem Hauptbahnhof und dem europäischen Parlament verkehrt, wurde am 24. Februar 2020 eingerichtet. Weitere Linien sind in Planung.
| Linie | von – nach                                      | in Betrieb seit | Haltestellen | Länge   |
| ----- | ----------------------------------------------- | --------------- | ------------ | ------- |
| G     | Gare Centrale – Espace Européen de l'Entreprise | 2013            | 12           | 05,2 km |
| H     | Gare Centrale – Parlement européen              | 2020            | 10           | 03,2 km |

### Shuttlebusse
| Linie                      | von – nach                                                                        |
| -------------------------- | --------------------------------------------------------------------------------- |
| Navette Neudorf Marché     | Lycée Jean Monnet – Saint Dié                                                     |
| Navette Robertsau          | Robertsau Boecklin – Philippe Thys                                                |
| Navette Hôpital Civil      | Musée d’Art Moderne – Porte de l'Hôpital                                          |
| Navette Zénith             | Hautepierre Maillon – Zénith Strasbourg Europe (nur bei Veranstaltungen)          |
| Navette Palais de l'Europe | Hauptbahnhof – Palais de l'Europe (nur während der Parlaments- und Ratssitzungen) |

## Fahrradverleih
Seit 2010 gibt es in Straßburg das Fahrradverleihsystem Vélhop. Das System umfasst heute über 4.800 Fahrräder an 18 Stationen und fünf eigenen Geschäften (boutiques Vélhop), sowie einen eigenen Fahrradverleihbus (Stand 2014). Vélhop wird von Strasbourg Mobilités betrieben, eine Gesellschaft an der die CTS mit 70 % beteiligt ist.